# Anunciación a los pastores
Anunciación a los pastores es la denominación convencional de un episodio evangélico muy tratado como tema en el arte cristiano. Se recoge en el segundo capítulo del Evangelio de Lucas, inmediatamente después de la escena de la Natividad e inmediatamente antes de la escena de la Adoración de los pastores. Tradicionalmente se considera que estas escenas son anteriores a la Adoración de los magos (que en realidad se recoge en el Evangelio de Mateo, donde no se reflejan las escenas con los pastores). La advocación de "Buen Pastor" será aplicada al propio Jesucristo.

## Texto evangélico
- Según san Lucas(2; 8-16)

Había unos pastores por aquellos contornos, que dormían al raso y vigilaban por turno su rebaño durante la noche. De improviso un ángel del Señor se les presentó, y la gloria del Señor los rodeó de luz. Y se llenaron de un gran temor. El ángel les dijo: —No temáis. Mirad, voy a anunciaros una gran alegría, que lo será para todo el pueblo: hoy os ha nacido, en la ciudad de David, el Salvador, que es el Cristo, el Señor; y esto os servirá de señal: encontraréis a un niño envuelto en pañales y reclinado en un pesebre. De pronto apareció junto al ángel una muchedumbre de la milicia celestial, que alababa a Dios diciendo: «Gloria a Dios en las alturas y paz en la tierra a los hombres en los que Él se complace». Cuando los ángeles les dejaron, marchándose hacia el cielo, los pastores se decían unos a otros: —Vayamos a Belén para ver esto que ha ocurrido y que el Señor nos ha manifestado. Y fueron presurosos y encontraron a María y a José y al niño reclinado en el pesebre. Al verlo, reconocieron las cosas que les habían sido anunciadas sobre este niño. Y todos los que lo oyeron se maravillaron de cuanto los pastores les habían dicho. María guardaba todas estas cosas ponderándolas en su corazón. Y los pastores regresaron, glorificando y alabando a Dios por todo lo que habían oído y visto, según les fue dicho.

|                                                                          |
| Maestro del Anuncio a los Pastores, pintura barroca italiana, 1625-1630. |

|                                  |
| Miniatura flamenca del siglo XV. |

|                                                              |
| Fresco románico del Panteón de reyes de San Isidoro de León. |

|                                               |
| Grabado de Rembrandt, 1634, barroco holandés. |

Lucas, en los versículos 8 al 20 del segundo capítulo de su Evangelio, narra cómo los pastores estaban cuidando de sus rebaños en los campos cercanos a Belén, cuando quedan asombrados por la aparición de un ángel que les da la "buena nueva" (el significado literal de "evangelio") del nacimiento de un salvador, identificado como el Mesías, dándoles la señal de que lo encontrarán envuelto en pañales en un pesebre.
Tras esto, aparecen muchos más ángeles alabando a Dios con las palabras "Gloria a Dios en las alturas, y en la tierra paz a los hombres que ama el Señor", "en quienes Él se complace" o "de buena voluntad" (en la Vulgata gloria in altissimis Deo et in terra pax in hominibus bonae voluntatis, en el original griego epi gēs eirēnē en anthrōpois eudokias ἐπὶ γῆς εἰρήνη ἐν ἀνθρώποις εὐδοκίας -con la última palabra en caso genitivo, que quizá refleje una expresión semítica, dado lo raro de su uso en griego- o epi gēs eirēnē en anthrōpois eudokia ἐπὶ γῆς εἰρήνη ἐν ἀνθρώποις εὐδοκία -con los dos casos en nominativo-). Los pastores acuden al pesebre o portal de Belén donde se produce la siguiente escena (Adoración de los pastores).

## Interpretación teológica
Generalmente la exégesis considera significativo que el mensaje se diera en primer lugar a pastores, es decir, gente humilde (véase pobreza y riqueza en el cristianismo) y con fama de "pecadores" por no respetar la propiedad, en contraste con otros personajes de gran poder que se mencionan en la narración evangélica, como el emperador Augusto o el rey Herodes. Tal hecho parece reflejar las palabras de la Virgen María en el Magnificat ("Quitó de los tronos a los poderosos, y exaltó a los humildes. A los hambrientos colmó de bienes, y a los ricos envió vacíos", Lucas, 1:52-53). También parece que la condición de judíos de los pastores contrasta con la condición de  gentiles de los tres magos, que en la tradición cristiana posterior se identifican con los tres continentes o las tres razas, representando la primera declaración de la universidad tanto en sentido restrictivo (es decir, que no incluye a todos los hombres, sino sólo a los escogidos) como en un sentido amplio e inclusivo, viendo a Dios dispensando su favor a todo el mundo.

## Iconografía
Inicialmente sólo se representaba como parte de la escena de la Natividad, pero la Anunciación a los pastores se convirtió en un tema independiente en el siglo IX, aunque tal novedad no se extendió, permaneciendo como la costumbre más habitual representarse junto a las demás escenas del ciclo.La convención bizantina, que todavía se usa en los iconos de la Iglesia ortodoxa, es mostrar la escena como paisaje de cierre de la escena del Nacimiento, habitualmente en la derecha, mientras los Reyes Magos se aproximan por la izquierda. La convención también fue muy común en el arte de la cristiandad latina de la Edad Media, aunque en muchas ocasiones se omitían los Reyes Magos. Así, por ejemplo,  Ghirlandaio (1485) incluye la escena periféricamente, en la esquina superior izquierda, como recurso que indica que tal episodio ocurre con anterioridad a la escena principal. De forma similar, en la Navidad de noche de Geertgen tot Sint Jans (ca. 1490), la escena se representa en una colina que se ve desde una abertura de la pared del portal
Los paisajes varían, aunque suelen incluir colinas o incluso montañas escarpadas, resaltando su posición más elevada sobre la escena del Nacimiento, como hace Jacopo di Cione (1370). El número de pastores es muy variable, aunque en la pintura occidental suele ser típico que aparezcan tres. También suelen incluirse ovejas u otros animales propios del pastoreo, y uno o varios perros, como en la obra de Taddeo Gaddi (1332-1338  -véase también animalística-). En los últimos siglos de la Edad Media el tema se trató menos como escena independiente, pero no es infrecuente encontrar ejemplos de ello en siglos posteriores, a veces en pendant con la escena de la Adoración, como hace Abraham Hondius (1663).
Como escena nocturna, permite utilizar recursos de luz en el arte que comparte con otras de horario similar, como la  Oración del Huerto o el Prendimiento de Cristo, que fueron especialmente explotados por la pintura flamenca del siglo XV. La aparición de los ángeles puede ser aprovechada para utilizar recursos similares a los de un rompimiento de gloria (nubes, luces violentas, etc.)
El Renacimiento hace a los pastores tocar instrumentos musicales para asociarlo a las escenas mitológicas de Orfeo. Una rara y curiosa miniatura del libro de horas flamenco La Flora (ca. 1489) muestra a los pastores tocando para el Niño Jesús, mientras la Virgen asiste encantada a un lado.

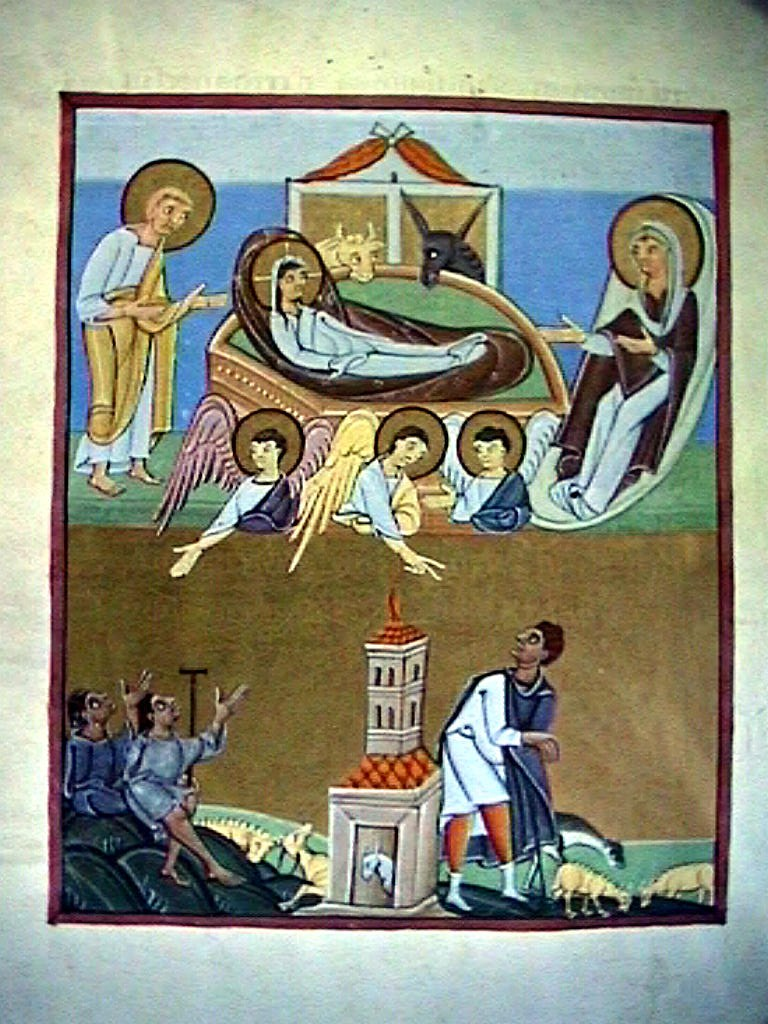
Apocalipsis de Bamberg, siglo XI.
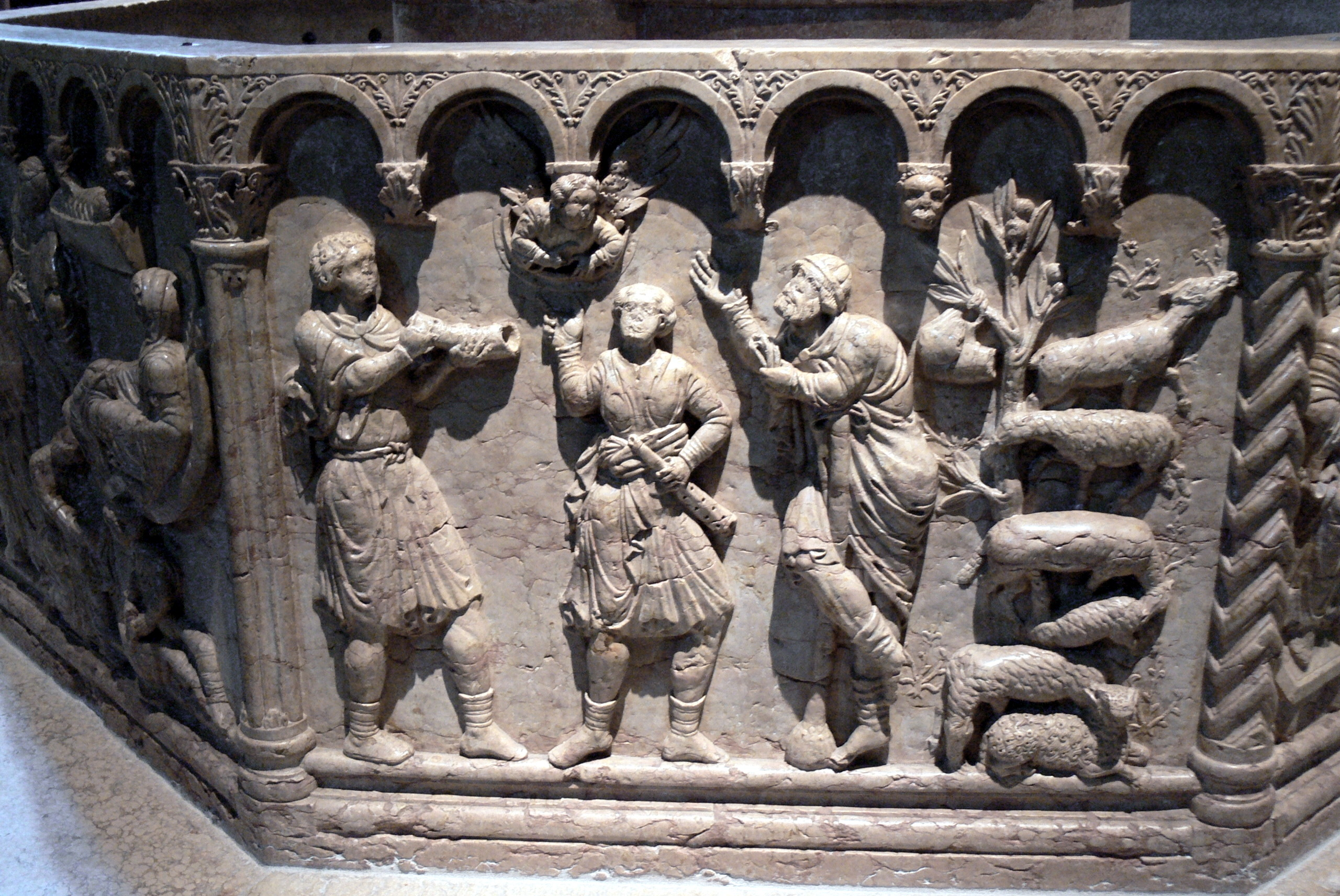
Baptisterio de San Giovanni in Fonte, 1123.
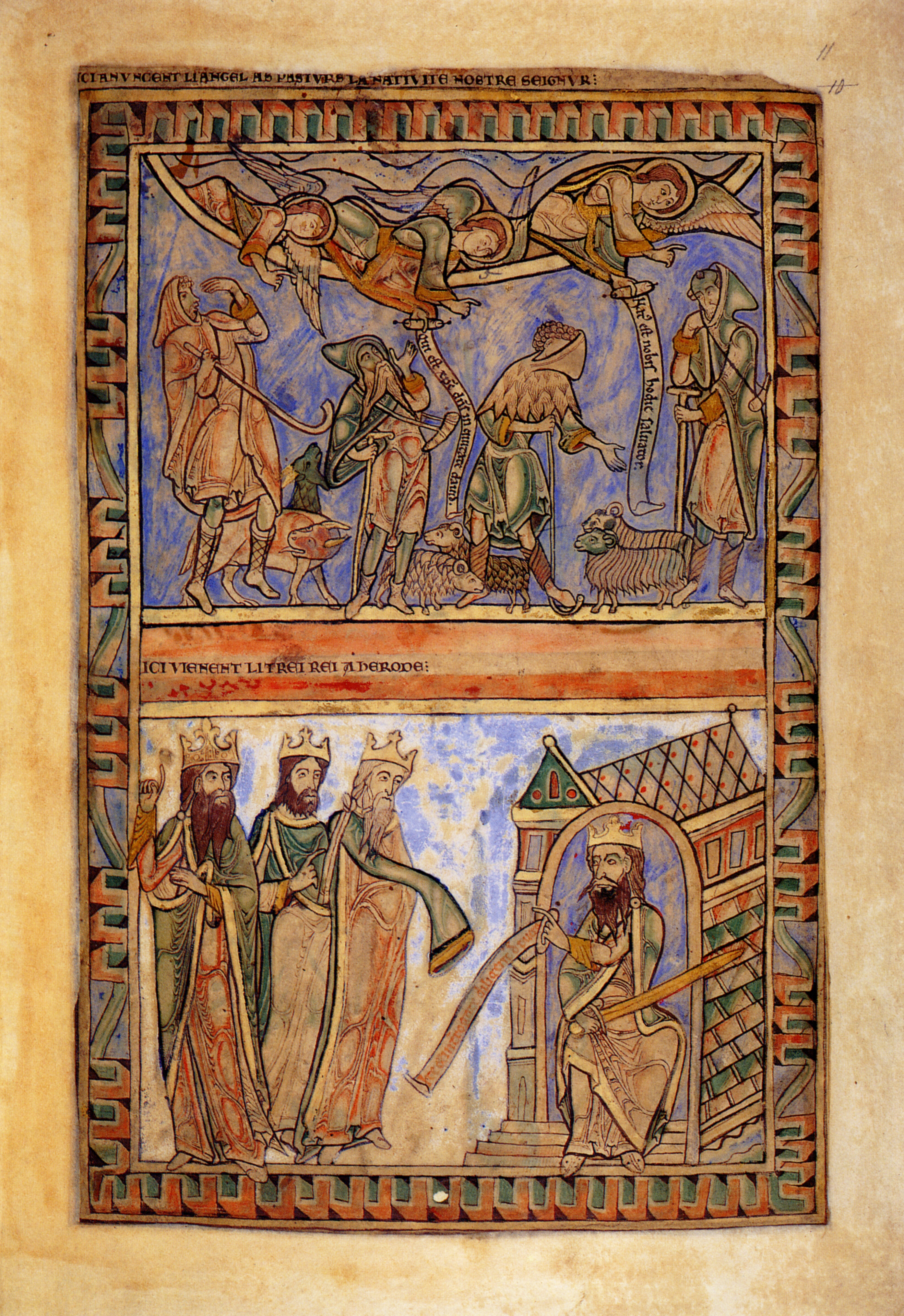
Psalterio Winchester, ca. 1150.
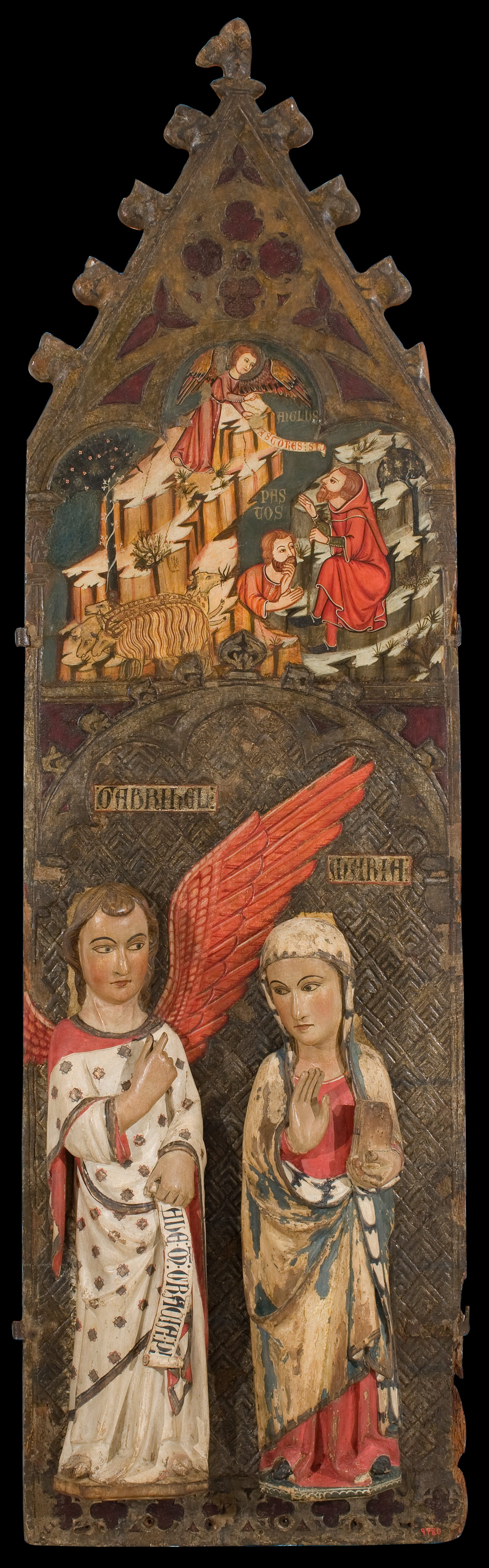
Maestro de Vallbona de les Monges (quizá Guillem Seguer), ca. 1350.
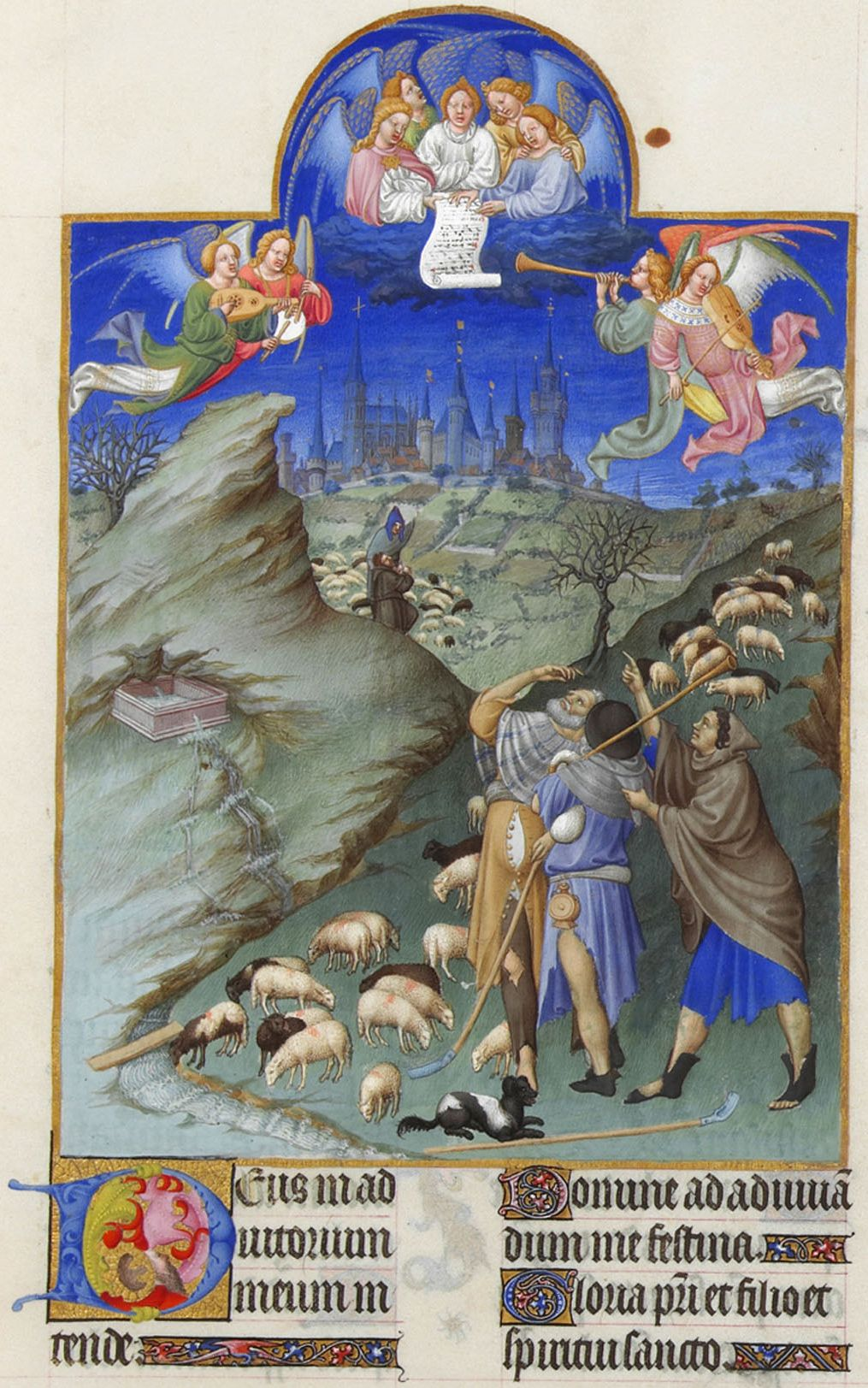
Las muy ricas horas del Duque de Berry, hermanos Limbourg, ca. 1410.

## Liturgia y música
El tema Gloria in excelsis es un himno litúrgico de la misa que ha dado origen a numerosas composiciones musicales. La letra latina contiene una ligera variación sobre la Vulgata (in excelsis en vez de in altissimi -"en las alturas", en ambos casos-).
Como otras escenas del ciclo de la Natividad, la Adoración de los pastores es mencionada en las obras musicales que tratan la Navidad, como el Oratorio de Navidad (Weihnachtsoratorium) de Juan Sebastián Bach (1734) y en multitud de villancicos y Christmas carols; como hace el villancico alemán Noche de paz (Stille Nacht) o el francés Les Anges dans nos campagnes ("los  ángeles en nuestras campiñas": Bergers, loin de vos retraites / Unissez-vous à leurs concerts / Et que vos tendres musettes / Fassent retentir dans les airs: / Gloria, in excelsis Deo, / Gloria, in excelsis Deo). De gran difusión es Adeste fideles, que repite insistentemente Venite adoremus. Entre los villancicos españoles está En el portal de Belén, que contiene los versos: pastores venid, pastores llegad, / a adorar al Niño, a adorar al Niño / que ha nacido ya.
O Little Town of Bethlehem (Phillips Brooks, 1867) lleva los versos: O morning stars together, proclaim the holy birth, / And praises sing to God the King, and peace to men on earth!. En Hark! The Herald Angels Sing (Charles Wesley, 1739) se canta: Hark! The herald angels sing, / "Glory to the newborn King; / Peace on earth, and mercy mild, / God and sinners reconciled!" / Joyful, all ye nations rise, / Join the triumph of the skies; / With th'angelic host proclaim, / "Christ is born in Bethlehem!". Entre los que se dedican enteramente al tema está While Shepherds Watched Their Flocks (Nahum Tate, 1700). También tiene gran parte en otros como The First Nowell, Angels from the Realms of Glory, etc.

## "Paz en la Tierra"
La expresión "paz en la Tierra a los hombres de buena voluntad" se ha utilizado y parafraseado ampliamente en gran variedad de contextos; como, por ejemplo, en la encíclica de Juan XXIII Pacem in terris (1963), o en el mensaje de despedida de Samuel Morse (1871): Greetings and thanks to the telegraph fraternity throughout the world. Glory to God in the highest, on earth peace, good will to men. – S. F. B. Morse. I Heard the Bells on Christmas Day, escrito por Henry Wadsworth Longfellow durante la Guerra de Secesión recoge la frase en un sentido pacifista, como también lo hace It Came Upon the Midnight Clear. Peace on Earth es el título de una película de animación de 1939, que tuvo un remake en 1955. Con el título Paz en la Tierra se exhibió en los países hispanohablantes la película The World Moves On, de John Ford (1935).

¿Cómo, después de darnos Dios paz desde que nace hasta que se subió al Cielo, hay tanta discordia y guerras en la Tierra? Porque los ángeles dicen: Gloria a Dios en las alturas, y paz en la tierra a los hombres. Y ellos ¿qué dicen? Que han de tener gloria en la tierra, aunque pese al Cielo. Pues porque mal contentos con la paz que les dan, quieren usurpar la gloria que Dios reserva, pierden la paz y la gloria. San Bernardo, epist. 127